# Zouggara
Zouggara en arabe زوقاغة est un village de la commune de Bouzegza Keddara dans la wilaya de Boumerdès, (Algérie).

## Situation géographique et histoire
Niché sur le flanc est du djebel Bouzegza (Montagne de Bouzegza) à 1040m, Zouggara est un village très ancien, sa population d'origine berbère comme son nom l'indique
signifie les roux;  la mémoire collective garde beaucoup de souvenirs sur ce village, ses habitants furent contraints de déménager d'un endroit à un autre pour plusieurs raisons tantôt à cause des épidémies et des catastrophes naturelles tel lors du séisme dévastateur qui frappa l'est de la Mitidja le 10-03-1673 réf:1, où la mort des bêtes et l'apparition des maladies contagieuses sont la principale cause de cet exode collectif, mais le déplacement fut comme indiqué précédemment juste d'un endroit à un autre sans toutefois quitter totalement  le village, les survivants érigèrent des maisons en pierres et comme ciment ils utilisèrent l'argile, chacun construit dans ses propres terres, on recensa malheureusement quelques familles qui disparurent à jamais telles les Ouled Tifirès, quant à d'autres échappèrent à cet hécatombe tels les Ouled Moussa et les Ouled M'Hamed, etc.